# ديتر غروين
ديتر غروين (بالإنجليزية: Dieter Gruen)‏ هو كيميائي ومهندس أمريكي، ولد في 21 نوفمبر 1922 في ألمانيا.

## وصلات خارجية
- الموقع الرسمي